# (9312) 1987 VE2
(9312) 1987 VE2 là một tiểu hành tinh vành đai chính. Nó được phát hiện bởi Seiji Ueda và Hiroshi Kaneda ở Kushiro, Hokkaidō, ngày 15 tháng 11 năm 1987.